# Anomalochrysa ornatipennis
Anomalochrysa ornatipennis là một loài côn trùng trong họ Chrysopidae thuộc bộ Neuroptera. Loài này được Blackburn miêu tả năm 1884.